# Scandalo della torre di Nesle

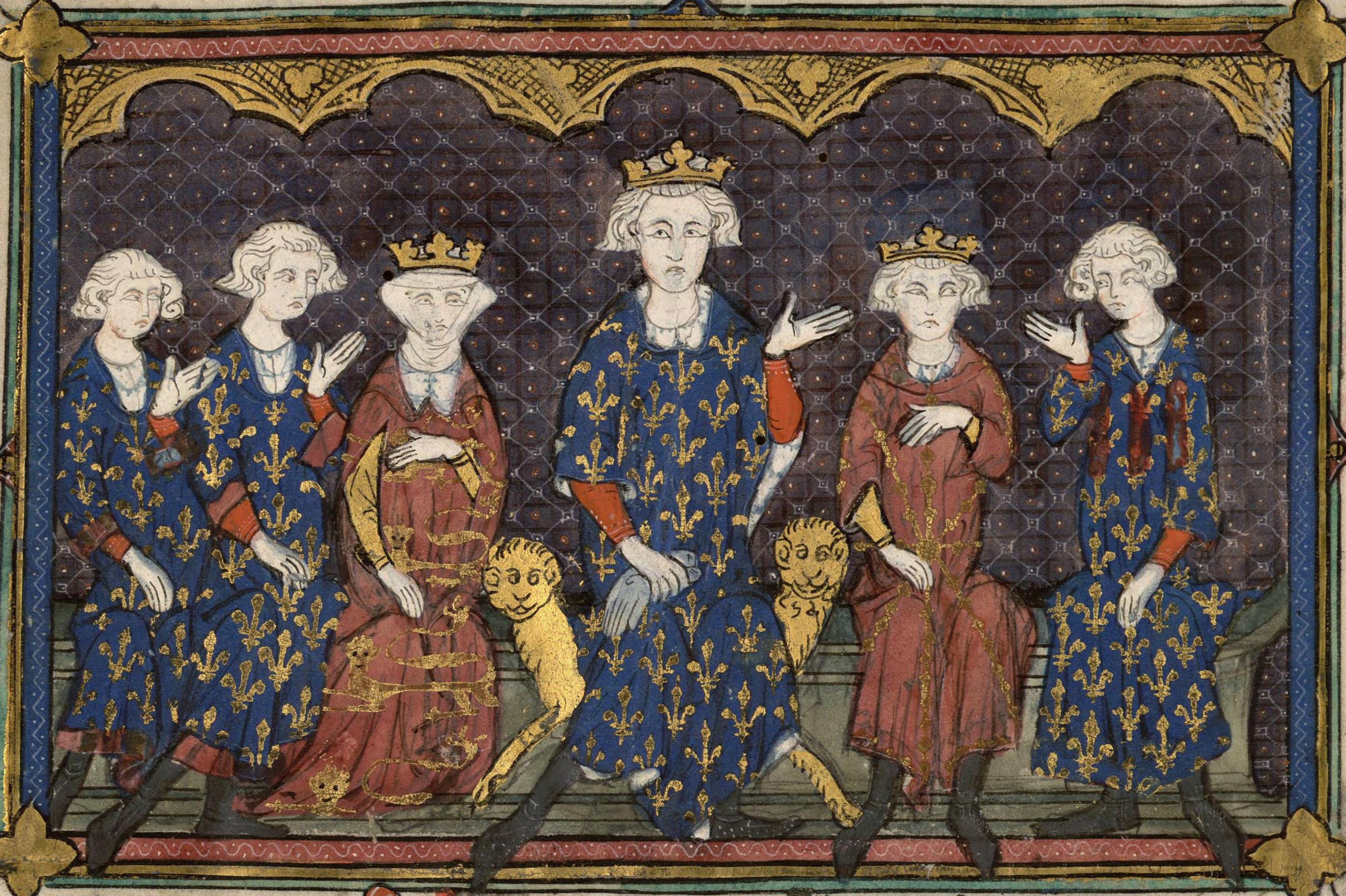
Manoscritto miniato che mostra alcuni protagonisti della vicenda. Al centro il re Filippo IV. Alla sua destra i figli più giovani, i futuri Carlo IV e Filippo V, e la figlia Isabella, regina consorte d'Inghilterra. Alla sua sinistra il figlio maggiore, il futuro Luigi X, allora re di Navarra, e il fratello minore, Carlo di Valois. Parigi, Biblioteca nazionale di Francia, ms. Latin 8504, 1315.

Lo scandalo della torre di Nesle (in francese affaire de la tour de Nesle) è stato uno scandalo scoppiato nel 1314 all'interno della famiglia reale francese che vide coinvolte le tre nuore del re di Francia Filippo IV, accusate di adulterio. Le accuse contro di loro furono mosse da Isabella, unica figlia di Filippo IV e regina consorte d'Inghilterra. Lo scandalo prende il nome dalla torre di Nesle, dove sarebbe stato commesso l'adulterio che portò all'incarcerazione delle principesse e all'esecuzione dei loro amanti. L'evento scosse seriamente la dinastia capetingia, il cui ramo diretto si estinse poco più di un decennio dopo l'avvenimento.

## Contesto

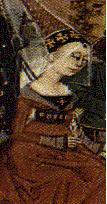
Isabella, regina d'Inghilterra.

Lo scandalo si verificò alla fine del difficile regno di Filippo IV, soprannominato dai suoi contemporanei "il Bello". Filippo era un uomo stranamente freddo: un suo avversario, il vescovo di Pamiers Bernard Saisset, lo descrisse come "né un uomo né una bestia [...] ma una statua". Gli storici moderni notano che Filippo IV "coltivò l'immagine di un re cristiano e sperimentò poche debolezze della carne". Durante il suo regno, Filippo IV cercò di rafforzare l'autorità e il prestigio del potere reale: raccolse nuove entrate, creò nuove istituzioni di governo, ingaggiò conflitti contro i suoi rivali e in un'occasione sfidò l'autorità dello Stato Pontificio. Poco prima che scoppiasse lo scandalo della torre di Nesle, Filippo IV concentrò le sue energie nella persecuzione dei cavalieri templari, il processo contro i quali si concluse il 18 marzo 1314 con l'esecuzione o l'imprigionamento dei loro dignitari. Il re dovette comunque affrontare continue difficoltà finanziarie e problemi amministrativi, e alcuni cronisti suggeriscono che ciò contribuì alla crisi familiare.
Filippo IV ebbe tre figli: Luigi, Filippo e Carlo. Come era consuetudine, li fece sposare con tre principesse dell'alta nobiltà del regno. Inizialmente progettò di far sposare al suo erede Luigi Giovanna di Borgogna, la figlia maggiore del conte Ottone IV di Borgogna e di Mahaut d'Artois, ma alla fine scelse Margherita di Borgogna, una delle figlie del duca Roberto II di Borgogna, che Luigi sposò il 23 settembre 1305. In seguito fece sposare Filippo e Carlo con Giovanna di Borgogna e sua sorella Bianca, rispettivamente il 21 gennaio 1307 e il 2 febbraio 1308. Per quanto riguarda la sua unica figlia, Isabella, il 25 gennaio 1308 Filippo IV la diede in sposa al re d'Inghilterra Edoardo II, allo scopo di allentare le tensioni tra Francia e Inghilterra in Aquitania e nelle Fiandre. La vita coniugale di Isabella fu complicata, anche a causa della relazione intima di Edoardo II con il suo amico e probabile amante, Pietro Gaveston, e Isabella si rivolse spesso al padre per risolvere i suoi problemi matrimoniali.
I matrimoni dei tre figli del re di Francia ebbero esiti diversi. Il matrimonio di Luigi, soprannominato "l'Attaccabrighe", sembra che sia subito fallito: si diceva che egli fosse più interessato al gioco della pallacorda che alla moglie Margherita, descritta come "focosa e formosa". Filippo, al contrario, era noto per la sua eccessiva generosità nei confronti della moglie Giovanna: la coppia ebbe diversi figli nel giro di pochi anni e Filippo scrisse molte lettere d'amore alla moglie durante il loro matrimonio. Carlo, considerato un individuo "rigido e severo", ebbe con la moglie Bianca un matrimonio probabilmente ordinario. Nonostante i loro diversi sentimenti nei confronti dei mariti, le tre principesse, molto legate tra loro, portarono una ventata di freschezza e di fascino nell'austera corte reale francese. La loro eleganza e la loro civetteria diedero presto origine a pettegolezzi: erano infatti sospettate di intrattenere giovani uomini, ma non furono trovate prove a sostegno di queste accuse.

## Lo scandalo

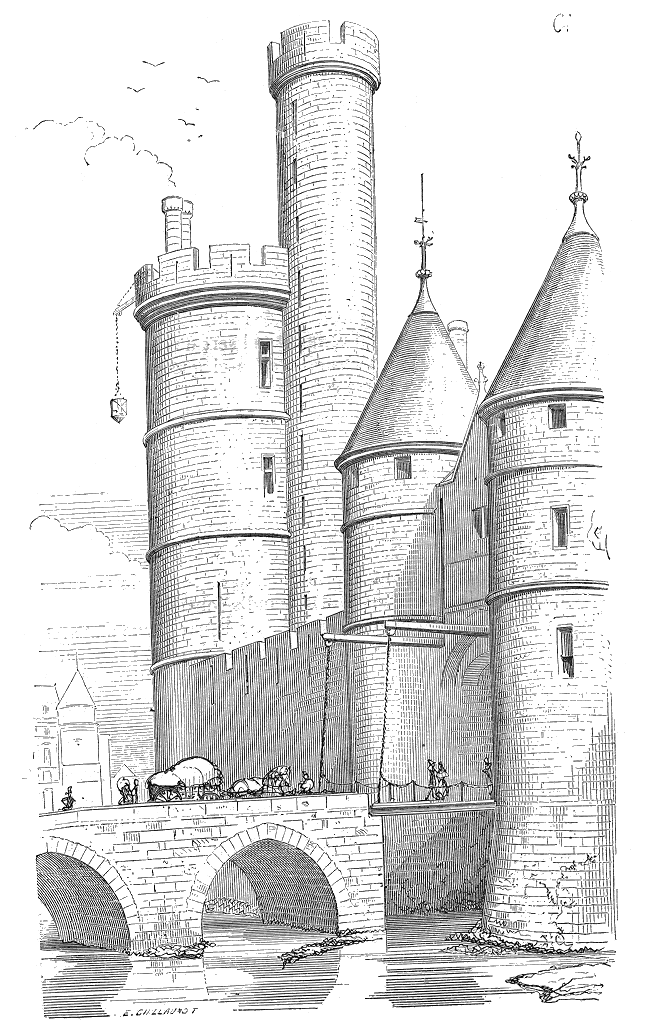
La torre di Nesle. Opera di Eugène Viollet-le-Duc.

La maggior parte dei resoconti dello scandalo inizia descrivendo una visita del re e della regina d'Inghilterra al re di Francia, tra maggio e luglio 1313. Durante il loro soggiorno, i principi Luigi e Carlo offrirono ai loro ospiti uno spettacolo di burattini, al termine del quale Isabella consegnò ai fratelli e alle cognate delle borse portamonete ricamate. Nel dicembre dello stesso anno, Edoardo II e Isabella organizzarono un grande banchetto a Londra, per celebrare il loro ritorno in Inghilterra. Durante il banchetto Isabella notò che portamonete simili a quelli che aveva regalato alle cognate erano appesi alle cinture di due cavalieri normanni, i fratelli Gauthier e Philippe d'Aunay. Isabella ne dedusse che i due uomini avevano una relazione illecita con le principesse francesi e, quando si recò in Francia da sola all'inizio dell'aprile 1314, informò segretamente il padre dei suoi sospetti.
Filippo IV mise per qualche tempo i due cavalieri sotto sorveglianza. L'inchiesta reale confermò le affermazioni di Isabella. Le principesse Margherita e Bianca furono accusate di aver bevuto, mangiato e commesso adulterio, nella torre di Nesle e per diversi anni, rispettivamente con Philippe e Gauthier d'Aunay. La torre di Nesle, originariamente chiamata torre Hamelin, si trovava sulla riva sinistra della Senna e faceva parte della cinta muraria che Filippo II Augusto aveva fatto costruire a partire dal 1214 per proteggere Parigi. Rotonda, massiccia e alta quasi 25 metri, la torre fu acquistata da Filippo IV il 29 novembre 1308. Giovanna fu inizialmente accusata di essere stata a conoscenza dell'adulterio e di non averlo denunciato; in seguito le furono rivolte diverse accuse di cattiva condotta.
La maggior parte degli storici tende a concludere che le accuse contro Margherita e Bianca fossero probabilmente fondate, anche se alcuni rimangono scettici. Diverse testimonianze suggeriscono che Isabella denunciò le cognate per motivi politici. Nel 1312 aveva dato alla luce un figlio, Edoardo, e, in teoria, la disgrazia delle mogli dei suoi fratelli avrebbe permesso al principe d'Inghilterra di aspirare al trono di Francia. Altri hanno sostenuto che tale piano appare poco credibile, dato che molto probabilmente almeno uno dei tre fratelli si sarebbe risposato e avrebbe avuto un erede maschio. Altre voci contemporanee allo scandalo sostengono infine che l'impopolare ciambellano di Filippo IV, Enguerrand de Marigny, potrebbe aver avuto un ruolo nella scoperta dell'adulterio.
Poco dopo l'inchiesta reale, Filippo IV rese pubbliche le accuse di adulterio e fece immediatamente arrestare le persone coinvolte. Alcuni cronisti inglesi sostengono che uno dei due fratelli d'Aunay fosse fuggito a York e che fosse stato rimandato in Francia da Edoardo II, ma con ogni probabilità i due cavalieri furono immediatamente arrestati e sottoposti ad interrogatorio davanti ai funzionari francesi. I fratelli inizialmente resistettero alla tortura, ma alla fine confessarono e furono riconosciuti colpevoli di lesa maestà. Margherita e Bianca furono processate davanti al Parlamento di Parigi e condannate per adulterio. Furono rasate, vestite con un saio e condannate alla reclusione a vita. Anche Giovanna fu processata davanti al Parlamento, ma fu scagionata dall'accusa di adulterio, senza dubbio grazie all'influenza del marito Filippo.
Lo scandalo della torre di Nesle portò all'imprigionamento delle tre nuore del re e all'esecuzione degli amanti di Margherita e Bianca, avvenuta a Pontoise il 19 aprile 1314. I fratelli d'Aunay furono evirati, sottoposti al supplizio della ruota, scorticati vivi, ricoperti di piombo sulfureo bollente, trascinati da cavalli e decapitati; infine i loro corpi furono appesi per le ascelle al patibolo.

## Conseguenze politiche

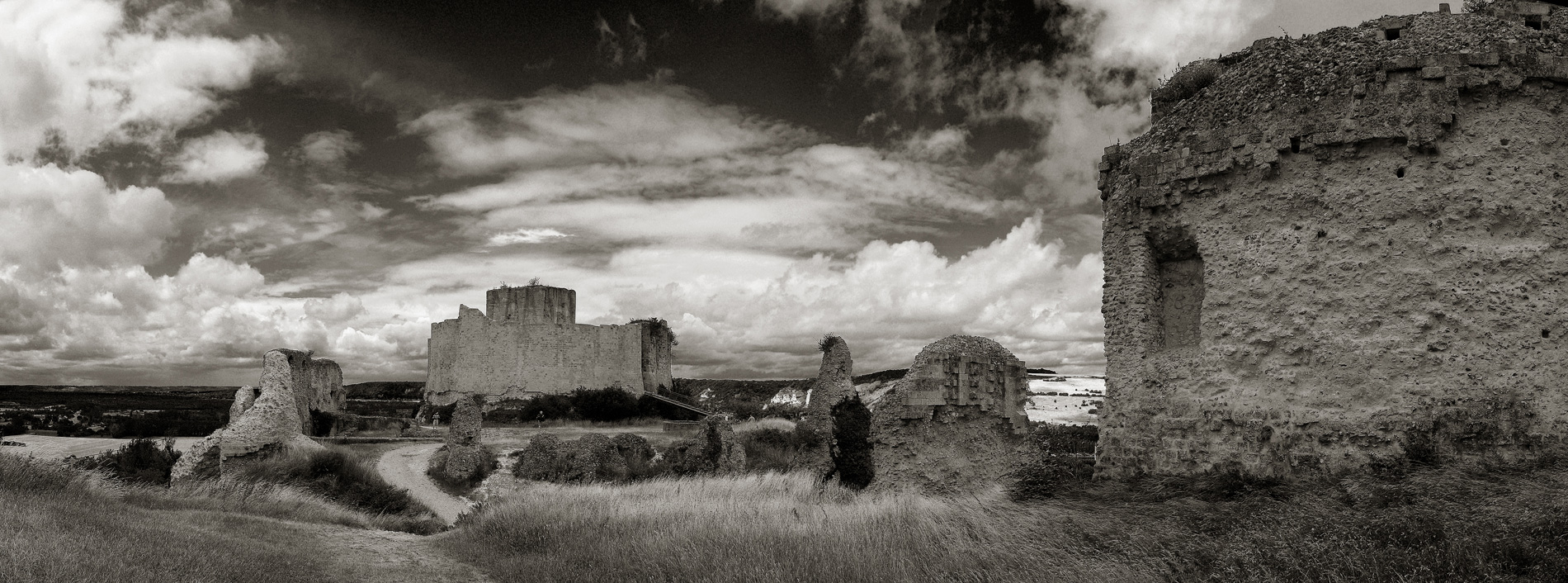
Rovine del castello di Gaillard, dove Margherita e Bianca furono imprigionate dopo la loro condanna.

La vicenda scosse seriamente Filippo IV e alcuni cronisti sostengono che accelerò la sua stessa morte, avvenuta il 29 novembre 1314.  In Francia Isabella fu duramente criticata per aver denunciato la condotta delle cognate, ma alla fine la sua reputazione non fu troppo intaccata. Il suo matrimonio finì in un modo disastroso: nel 1326 Isabella prese le armi insieme al suo amante Ruggero Mortimer e rovesciò l'impopolare marito Edoardo II, che probabilmente fu assassinato su loro istigazione nel 1327.
A causa della morte prematura di papa Clemente V nella primavera del 1314 e della lentezza dei cardinali nell'eleggere un nuovo pontefice, il matrimonio fra Luigi e Margherita non poté essere annullato. Luigi X salì al trono alla morte del padre Filippo IV, ma rifiutò di rilasciare la moglie, imprigionata dopo il processo nella fortezza del castello di Gaillard. La regina di Francia morì in detenzione il 30 aprile 1315, probabilmente a causa delle cattive condizioni di prigionia. Alcuni sostengono che sia stata strangolata su ordine del marito, che così avrebbe potuto risposarsi. Il 19 agosto 1315 Luigi X si risposò con Clemenza d'Ungheria, nipote acquisita di Carlo di Valois, insieme alla quale fu incoronato pochi giorni dopo. Luigi X morì improvvisamente il 5 giugno 1316.
Giovanna fu temporaneamente detenuta al castello di Dourdan, in attesa che il Parlamento di Parigi decidesse la sua sorte. Dopo un'indagine, fu dimostrato che Giovanna non aveva commesso adulterio e, definitivamente assolta, fu rilasciata tra il 24 e il 31 dicembre 1314, poche settimane dopo la morte di Filippo IV. Non è escluso che il marito Filippo abbia perorato la causa della maoglie davanti al Parlamento, tanto più che la coppia riprese la vita matrimoniale e tornò alla corte. L'incrollabile sostegno dato da Filippo alla moglie è stato oggetto di dibattito tra gli storici: forse egli temeva di perdere la Borgogna, che aveva acquisito con il matrimonio, forse era davvero innamorato della moglie. Il 19 novembre 1316, alla morte dell'infante Giovanni I, figlio ed erede postumo di Luigi X, Giovanna divenne regina di Francia con l'ascesa al trono del marito. Nel 1319 Filippo V donò alla moglie la torre di Nesle. Rimasta vedova nel 1322, Giovanna si trasferì alla torre. Nel 1329 ereditò la contea d'Artois dalla madre Mahaut. Morì l'anno successivo e nel suo testamento chiese che la torre fosse venduta e trasformata in un collegio.

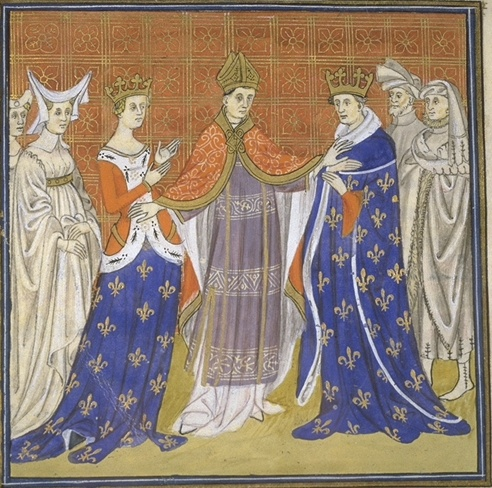
Papa Giovanni XXII annulla il matrimonio di Carlo IV e Bianca di Borgogna. Miniatura del XIV secolo.

La morte di Filippo V, il 3 gennaio 1322, portò all'ascesa al trono del fratello Carlo, la cui moglie Bianca era ancora imprigionata al castello di Gaillard. Carlo IV non permise a Bianca di essere incoronata al suo fianco il 21 febbraio 1322: subito dopo la sua ascesa al trono avviò il procedimento per annullare il matrimonio. Papa Giovanni XXII, eletto nel 1316 dopo un lungo conclave, accolse la richiesta del re di Francia su consiglio del vescovo di Parigi, Étienne de Bourret, e annullò il matrimonio il 19 maggio 1322. Poiché l'adulterio non era motivo di annullamento, il papa sciolse l'unione con il pretesto che Mahaut, madre di Bianca, era anche madrina di Carlo, il che secondo il diritto canonico rendeva nullo il matrimonio. Carlo IV poté così risposarsi con Maria di Lussemburgo, mentre Bianca, lasciato il castello di Gaillard, fu reclusa prima nel convento di Gavray e poi in quello di Maubuisson. Morì prematuramente nel 1326, probabilmente a causa dell'aggravarsi della sua salute dopo gli otto anni di prigionia nel castello di Gaillard.
Lo scandalo offuscò in modo significativo la reputazione delle donne della nobiltà francese, contribuendo all'adozione della legge salica per risolvere le dispute sulla successione al trono. Quando Luigi X morì inaspettatamente nel 1316, la legittimità della figlia Giovanna, nata dal matrimonio con Margherita, fu messa in discussione dai pari del regno, che preferirono escludere le donne dalla successione piuttosto che correre il rischio di lasciare il trono di Francia a un erede illegittimo. La corona fu quindi data al fratello di Luigi X, Filippo V. Filippo V e il suo successore Carlo IV morirono entrambi senza eredi maschi e le loro figlie, sebbene legittime, non poterono ereditare il trono, a causa del precedente invocato da Filippo V per prendere il potere nel 1316. Nel 1328, alla morte di Carlo IV, la successione al trono divenne incerta, ma i pari di Francia, preoccupati per l'indipendenza del regno e fedeli alla logica stabilita dodici anni prima, offrirono la corona a Filippo di Valois, figlio di Carlo di Valois, parente maschio più prossimo del sovrano defunto. Il re d'Inghilterra Edoardo III, figlio di Edoardo II e di Isabella, vide respingere le sue pretese al trono, nonostante fosse l'unico nipote di Filippo IV. Nel 1337 Edoardo III rivendicò la corona capetingia, provocando lo scoppio della guerra dei cent'anni.

## Nella letteratura e nel cinema
L'infedeltà delle nuore di Filippo IV diede origine a una leggenda che non è confermata da alcuna testimonianza dell'epoca. Secondo questa leggenda, una regina francese si abbandonava alla dissolutezza nella torre e faceva gettare i suoi amanti nella Senna, cuciti in un sacco. Un professore dell'Università di Parigi, Giovanni Buridano, sfuggì a questo destino grazie ai suoi studenti, che lo salvarono dall'annegamento. Il nome della regina non veniva indicato, ma la leggenda vuole che si trattasse Margherita di Borgogna, anche se alcuni attribuiscono le dissolutezze a Bianca e Giovanna. Nel 1461, François Villon alluse a questo episodio nella sua famosa Ballade des dames du temps jadis:
|  | Semblablement, où est la royne  |  | Allo stesso modo, dov'è la regina             |
|  | Qui commanda que Buridan        |  | che ordinò che Buridano                       |
|  | Fust gecté en ung sac en Saine? |  | fosse gettato chiuso in un sacco nella Senna? |

Anche Brantôme, pur rimanendo cauto, fa eco a questa leggenda, ma fatti inequivocabili la contraddicono: Buridano, rettore dell'Università di Parigi nel 1327, era nato nel 1300 ed era quindi troppo giovane per essere professore e prender parte agli eventi della torre di Nesle.
Lo scandalo ha lasciato il segno nella cultura europea. Uno specialista di letteratura medievale che studia il tema dell'amor cortese ha ipotizzato che gli autori che scrivevano delle relazioni adulterine delle principesse abbiano smesso di farvi riferimento dopo la scoppio dello scandalo, suggerendo che l'attenzione alla vicenda fosse diventata inaccettabile dopo le esecuzioni dei fratelli d'Aunay e l'imprigionamento delle principesse.

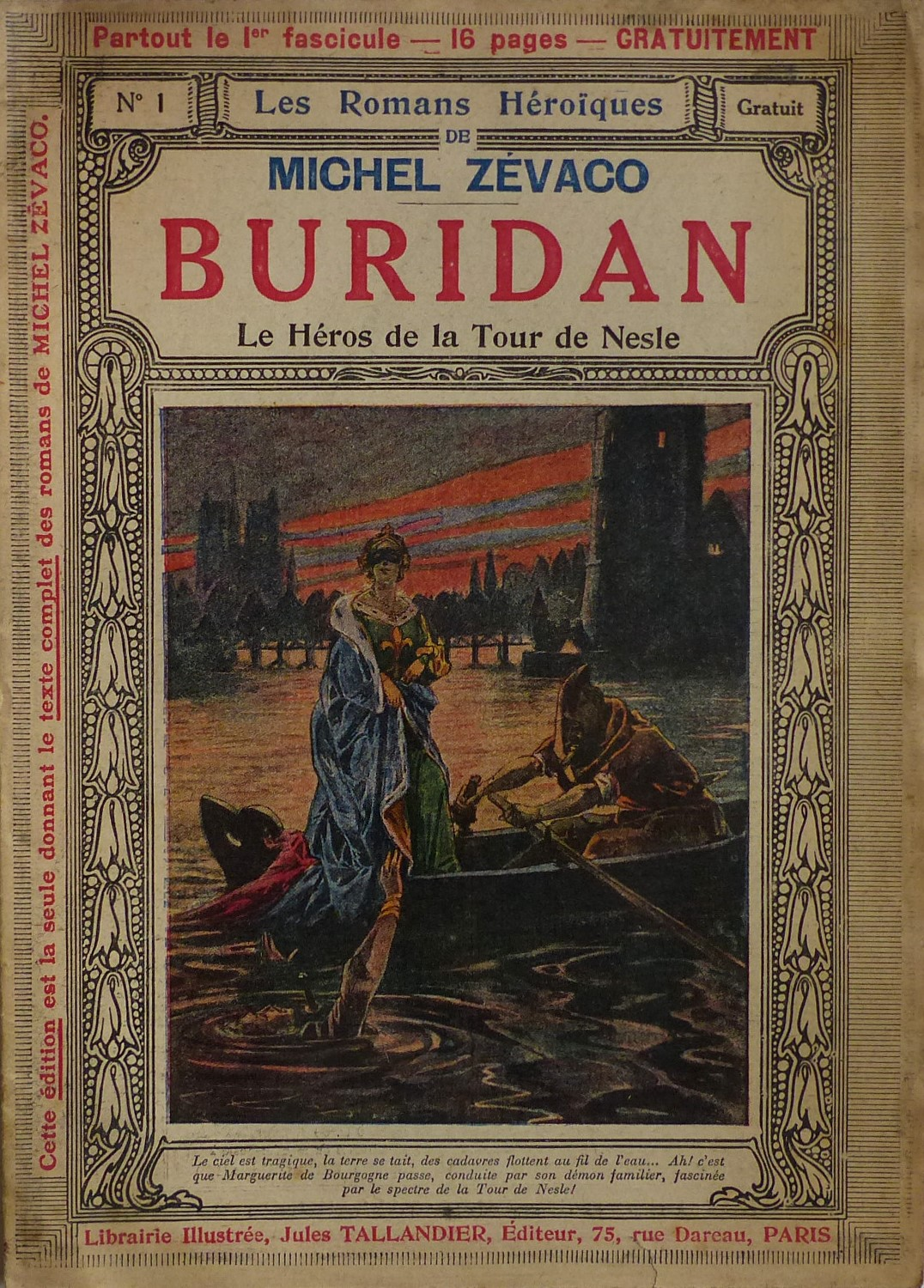
Copertina del primo numero del romanzo Buridan, le héros de la Tour de Nesle.

La vicenda ispirò Roger de Beauvoir a scrivere il suo primo romanzo, L'Écolier de Cluny ou le Sophisme, pubblicato all'inizio di aprile del 1832. Meno di due mesi dopo, fu rappresentata per la prima volta l'opera teatrale di Frédéric Gaillardet e Alexandre Dumas, La Tour de Nesle, un dramma storico in cinque atti con protagonisti Margherita di Borgogna, Buridano e i fratelli d'Aunay. L'opera, descritta come "un dramma romantico che ricostruisce su larga scala crimini medievali", è stata oggetto di numerosi adattamenti cinematografici ad opera di Albert Capellani (La Tour de Nesle, 1909), Febo Mari (La torre di Nesle, 1925), Gaston Roudès (La Tour de Nesle, 1937), Abel Gance (La Tour de Nesle, 1955), Jean-Marie Coldefy (La Tour de Nesle, telefilm, 1966) e Franz Antel (Der Turm der verbotenen Liebe, 1968). All'inizio del XX secolo Michel Zévaco scrisse i romanzi Buridan, le héros de la tour de Nesle e La Reine sanglante, Marguerite de Bourgogne. Il primo dei due romanzi è stato anche adattato per il cinema nel 1923 (Buridan, le héros de la tour de Nesle) e nel 1952 (Buridan, héros de la tour de Nesle).  Nel 1947 Albert Dubout ha realizzato un cortometraggio d'animazione intitolato Anatole à la tour de Nesle. Lo scandalo costituisce una delle trame principali del primo volume della serie Les Rois maudits, Le Roi de fer (1955) di Maurice Druon. L'ultimo romanzo della serie Les Chevaliers, Olivier ou les Trésors templiers (2003) di Juliette Benzoni racconta la vicenda anche attraverso gli occhi di personaggi di fantasia dell'entourage di Margherita di Borgogna. La Prisonnière oubliée de Château-Gaillard (2008) di Nicole Buffetaut analizza il destino di Bianca e Margherita dopo la loro prigionia nel castello di Gaillard. Il caso fa da sfondo al romanzo La vengeance du Baphomet (2022) di Jean d'Aillon.